# Pensiero stupendo/Bello
Pensiero stupendo/Bello è il 24° singolo di Patty Pravo, prodotto da Antonio Coggio, pubblicato dalla casa discografica RCA Italiana nel gennaio 1978.

Il singolo raggiunse le zone alte della hit-parade nelle prime settimane del 1978 ed entrambi i brani che vi appartengono furono inclusi nell'album Miss Italia.

## Pensiero stupendo
Pensiero stupendo è un brano musicale scritto da Ivano Fossati e Oscar Prudente.
Il pezzo nacque nel 1974 per mano di Oscar Prudente, che ne scrisse sia la musica che il testo, intitolandolo Formule magiche. Il pezzo venne provinato da Gianni Morandi nel corso delle registrazioni dell'LP Mondo di frutta candita (pubblicato nel 1975 e interamente scritto da Prudente), ma non se ne fece nulla.
In un'intervista per il programma Pop! Viaggio dentro una canzone, Prudente racconta di aver successivamente commissionato un altro testo a Ivano Fossati su richiesta dell'allora discografico CGD Alfredo Cerruti, che era in cerca di una hit per Loredana Bertè. Fossati scrisse dunque una storia sensuale e trasgressiva, in linea col personaggio allora in piena ascesa della Bertè, la quale però non ne apprezzò i contenuti e rifiutò di inciderla, optando per un altro pezzo scritto dal duo Fossati-Prudente e cioè Per effetto del tempo, incluso nell'LP Normale o super (1976).
In un'intervista al settimanale L'Espresso, Fossati raccontò che la canzone fu poi proposta per il lancio in Italia di una cantante francese, Jeanne Mas, già popolare in patria e per la quale era prevista la partecipazione all'edizione 1978 del Cantagiro. Tuttavia fu la stessa Patty Pravo che ne interpretò una versione anche in francese, dal titolo Pensée Merveilleuse.
Ma Ennio Melis, direttore generale della RCA a cui fu fatta ascoltare Pensiero stupendo, pensò immediatamente che la canzone fosse perfetta per Patty Pravo. Venne chiamata la cantante, che al momento era senza alcun contratto discografico dopo la rottura con la Ricordi, e nell'autunno del 1977 il brano venne inciso, per poi uscire su 45 giri nel gennaio 1978.
La Pravo registrò più volte il brano in studio, ma alla fine - dopo una session durata circa un paio d'ore - fu convinta dal produttore Antonio Coggio a lasciare il primo take, giudicato già perfetto per l'incisione su disco. Del pezzo esiste una versione con raddoppio vocale rimasta inedita. Questa è possibile ascoltarla nei due passaggi televisivi (il pezzo era presentato in playback) registrati prima della pubblicazione del 45 giri. I due programmi sono: Sim Salabim speciale Natale, trasmesso il 25 dicembre 1977 e condotto dal mago Silvan, e Festa d'Inverno - Disconeve 78, ideato da Vittorio Salvetti e registrato ad Asiago, in onda il 22 gennaio 1978. In entrambi i passaggi televisivi Patty Pravo si esibisce con i capelli rossi, evento piuttosto inconsueto.
Del 45 giri si possono trovare quattro tirature differenti, facilmente identificabili per il cambio di data, da gennaio ad aprile, riportato in copertina. In tutte le copie promozionali (etichetta bianca), e nelle primissime copie commerciali stampate in gennaio (etichetta azzurra) il brano è accreditato al solo Fossati. La foto di copertina è tratta da un concerto dell'estate 1977.
La Pravo, in un'intervista a metà anni 80, disse di essersi subito invaghita del brano perché le ricordava una notte trasgressiva passata al Piper Club nei primi anni 60, con Nat e Nick del gruppo beat BlackJack.
Si trattò dell'ennesimo exploit discografico per la cantante veneziana: il singolo entrò in classifica alla decima posizione l'11 marzo del 1978, ed oscillò tra le prime cinque posizioni per oltre due mesi, raggiungendo la vetta per due settimane in aprile. Alla fine dell'anno, Pensiero stupendo risultò essere il nono singolo più venduto del 1978.

### Cover ed altre versioni
Negli anni successivi sono state incise numerose cover del brano. Una delle più celebri è quella interpretata da Dolcenera che, dopo essere stata presentata dal vivo durante il reality show Music Farm, è stata registrata in studio con il solo accompagnamento del pianoforte ed inclusa nel suo secondo album, Un mondo perfetto, pubblicato nel 2005. La stessa versione è stata poi utilizzata per uno spot televisivo dell'autovettura Hyundai i30, trasmesso nel marzo 2012. Una nuova versione, cantata dal vivo insieme a Loredana Bertè durante il Mardì Gras svoltosi a Torre del Lago nell'agosto 2005, è stata invece inserita nel DVD incluso nell'edizione speciale di Un mondo perfetto, uscito nel novembre 2005.
Un'altra cover tra le più note è quella interpretata dai La Crus nel 2001, cantata con la stessa Patty Pravo e con Manuel Agnelli, leader degli Afterhours, e inclusa nel disco Crocevia. Da questa versione è stato tratto anche un videoclip diretto dal regista Davide Marengo.
Fra le altre cover si elencano qui quelle di Alessandro MOP in Valentina; Beppe Dettori in D'oppio; Lamiss in Profumo di pioggia; Paola Atzeni e Marco Bianchi in Intrecci; ed altre ancora.

L'omonimo brano interpretato da Anna Tatangelo, che è una dedica alla cantante Maria Dal Rovere, non aveva a che fare con quello di Patty Pravo.
La stessa Patty Pravo ha più volte ripreso il brano: nel 1997 ha infatti registrato Pensiero stupendo '97, e ne ha registrato un duetto con il gruppo milanese La Crus nel 2001 per l'album Crocevia.
Nel 2007 il brano è stato utilizzato per la colonna sonora della campagna pubblicitaria televisiva della Breil con protagonista Charlize Theron, motivo per cui Pensiero stupendo è comparso per molte settimane tra i brani più scaricati sull'iTunes Store, conquistando il suo primo disco di platino per le oltre 15 000 copie digitali vendute.
Una cover di Pensiero stupendo compare anche all'interno dell'EP Mi senti della cantante irlandese Róisín Murphy, uscito nel maggio del 2014 e contenente il rifacimento di alcuni brani classici del repertorio italiano.

## Bello
Bello è una versione italiana, molto alterata, del brano Love (goes to) building on fire dei Talking Heads del 1977, scritto da David Byrne e tradotto in italiano dall'autore Maurizio Monti.
Il brano fu inserito nell'album Miss Italia.

## Tracce

### 7" 1977
Lato A
1. Pensiero stupendo

Lato B
1. Bello

#### CD single 1997
1. Pensiero stupendo '97
2. Pensiero stupendo '97 V-Mix
3. Pensiero stupendo '97 Vernetti & Gaudì Mix

## Classifiche
| Posizione | 10 | 9 | 6 | 5 | 6 | 7 | 4 | 5 | 2 | 2 | 2 | 3 | 5 | 5 | 5 | 6 | 9 | - | 9 | 10 |